# Mikel Gogorza
Mikel Gogorza, né le 26 septembre 2006 à Nærum au Danemark, est un footballeur danois qui évolue au poste d'ailier gauche au FC Midtjylland.

## Biographie

### En club
Né à Nærum au Danemark, d'une mère danoise et d'un père aux racines basques, Mikel Gogorza commence le football à l'âge de quatre ans avec le club du B 1903. Il est ensuite formé au BSV, au Lyngby BK et au FC Copenhague avant de poursuivre sa formation au FC Midtjylland. Le 12 octobre 2021, Gogorza signe un premier contrat de trois ans avec le club.
En septembre 2023, Gogorza est appelé pour la première fois en équipe première pour un match de coupe du Danemark face au Næstved BK mais il reste sur le banc des remplaçants sans entrer en jeu lors de cette rencontre remportée par son équipe (0-2 score final). Gogorza fait finalement ses débuts en professionnel le 18 février 2024, lors d'une rencontre de championnat face au Brøndby IF. Il entre en jeu à la place d'Adam Gabriel et son équipe est battue par un but à zéro.
Il remporte son premier titre en étant sacré Champion du Danemark en 2023-2024.

### En sélection
Mikel Gogorza représente l'équipe du Danemark des moins de 18 ans, faisant ses débuts avec cette sélection contre la Suède en septembre 2023.

## Palmarès
FC Midtjylland
- Championnat du Danemark (1) :
  - Champion : 2023-2024.